# Sylvia Kristel
Sylvia Kristel (Utrecht, 1952. szeptember 28. – Amszterdam, 2012. október 17.) holland színésznő. Világhírnevét az Emmanuelle (1974) című erotikus film főszerepének köszönheti. A szerepet több folytatásban is eljátszotta. Színészi képességeiről eltérőek a vélemények, ám főleg az 1970-es években számos figyelemre méltó alkotásban kamatoztatták előnyös megjelenését, ártatlanságot és érzékiséget egyszerre sugárzó egyéniségét. Kiemelkedően magas IQ-val rendelkezett, anyanyelvén kívül négy nyelven beszélt folyékonyan (angol, német, francia, olasz). Első élettársától, Hugo Claus belga írótól 1975-ben született fia, Arthur Kristel színész.

## Pályafutása

### A kezdetek
Sylvia kiemelkedő intelligenciája elég korán megmutatkozott, éles esze miatt négy osztályt is kihagyhatott az iskolában. Feltűnő szépségének köszönhetően 17 évesen modellszerződést kapott. 1973-ban benevezett a Miss Tv Europe elnevezésű versenyre, melyet meg is nyert. A filmesek is felfigyeltek rá, és még abban az évben három filmszerepet kapott. A Naakt over de schutting című thrillerben énekesként is megcsillogtathatta képességeit az A letter came today című dal előadásával. 1973-ban Hugo Claus, belga író jegyese lett, de a kapcsolat 5 év múlva, házasság nélkül véget ért. Sylvia 1974-ben megkapta azt a szerepet, amely egy csapásra világhírűvé és a '70-es évek legnépszerűbb európai szexbálványává tette.

### Ledobott láncok
Just Jaeckin, francia képzőművész tevékenységi körét 1974-ben kiterjesztette a filmvilágra is. Elsőként Emmanuelle Arsan híres-hírhedt ponyváját, az Emmanuelle-t filmesítette meg. A főszerepre számos jelölt közül választotta ki Sylviát, mert úgy ítélte meg, hogy benne megvan az a kisugárzás, amely a hősnő hiteles eljátszásához szükséges. Az Emmanuelle óriási felzúdulást váltott ki, a cenzúra is közbeavatkozott, de azt senki nem vonta kétségbe, hogy nem pornográfiáról van szó, hanem az erotika művészi szintű ábrázolására tett kísérletről. A film slágerének magyar változata szerint „A szerelem dalára elindult Emmanuelle, ledobva láncait…”, ám Kristel nem csupán a láncait dobálta le magáról oly vehemensen. Az általa megformált hősnő kezdeményezőnek bizonyult a szexben, és barátja, az idős Mario (Alain Cuny) útmutatásait követve fokozatosan megszabadult a gátlásaitól.

### A siker évei
Sylvia következő filmje az NSZK-ban forgatott Der Liebesschüler volt. E mű magyar vonatkozású érdekessége, hogy Kristel egyik partnernője a német nyelvterületen akkoriban igen népszerű Tordai Teri volt. Az Emmanuelle-nek köszönhetően Sylviára felfigyeltek a filmszakma jelesebb alkotói is: olyan művészek adtak számára fontos szerepeket, mint Jean-Pierre Mocky (Un linceul n'a pas de poches), Alain Robbe-Grillet (Játék a tűzzel), Francis Girod (René, a kutya) vagy a filmerotikában és sztárcsinálásban egyaránt szaktekintélynek mondható Roger Vadim (A hűséges asszony). Természetesen játszott az Emmanuelle második és harmadik részében is, melyek azonban nyomába sem érhettek az inkább esztétikailag, semmint tartalmilag figyelemre méltó előzménynek. Érdekes szerepet kínált Sylvia számára a Franciaországban dolgozó lengyel Walerian Borowczyk a Periféria (1976) című drámájában. Dianát, az arisztokratikus viselkedésű utcalányt formálta meg, aki csupán munkának tekinti a jóképű Sigismonddal (Joe Dallesandro) folytatott viszonyt, ám a családját elveszített férfi egyre erősebben próbál kötődni a lányhoz. Az Utolsó tangó Párizsban hangulatát idéző művészi alkotást egyes országokban az Emmanuelle folytatásaként reklámozták, hogy minél több nézőt becsalogassanak rá. Claude Chabrol Alice utolsó szökése (1977) című drámájában Sylvia a címszereplőt, a jéghideg jellemű Alice-t formálta meg figyelemre méltó módon, ám a mű sajnos nem lett sikeres. 1978-ban hazájában forgatott két filmet: mindkettőben ismert kollégája és honfitársa, Rutger Hauer volt a partnere. A goethei hangvételű Rejtélyek-ben hideg tartózkodásával öngyilkosságba kergeti a főhőst, ám annak barátja bosszút áll rajta. A második világháború idején játszódó Pastorale 1943-ban egy kémnőt formált meg. (Utóbbi film eredetileg tévésorozat volt.) Forgatott az olasz Luigi Zampával (Vad ágyak) és Salvatore Samperivel is (Amore in prima classe). Az ötödik muskétás (1979) című kosztümös kalandfilmben többször mutatkozott kosztüm nélkül, akárcsak a vetélytársnőjét megformáló Ursula Andress. A mű egyébként Dumas vasálarcos-sztorijának egyik mozgóképes variációja. Sylvia hollywoodi karrierje a zömmel európai színészekkel forgatott Repülőtér ’79-cel kezdődött, de a csillogó filmváros nem a legelőnyösebb oldalát mutatta a színésznő számára.

### Hullócsillag

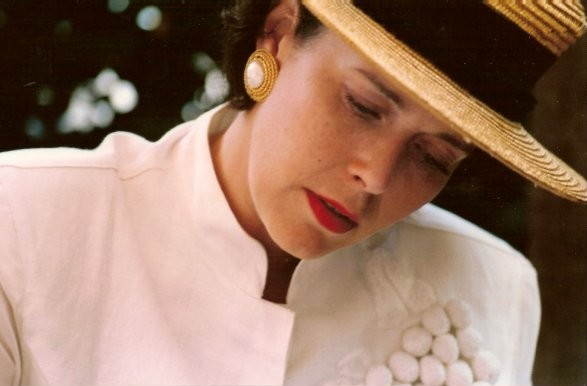
Sylvia Kristel 1990-ben

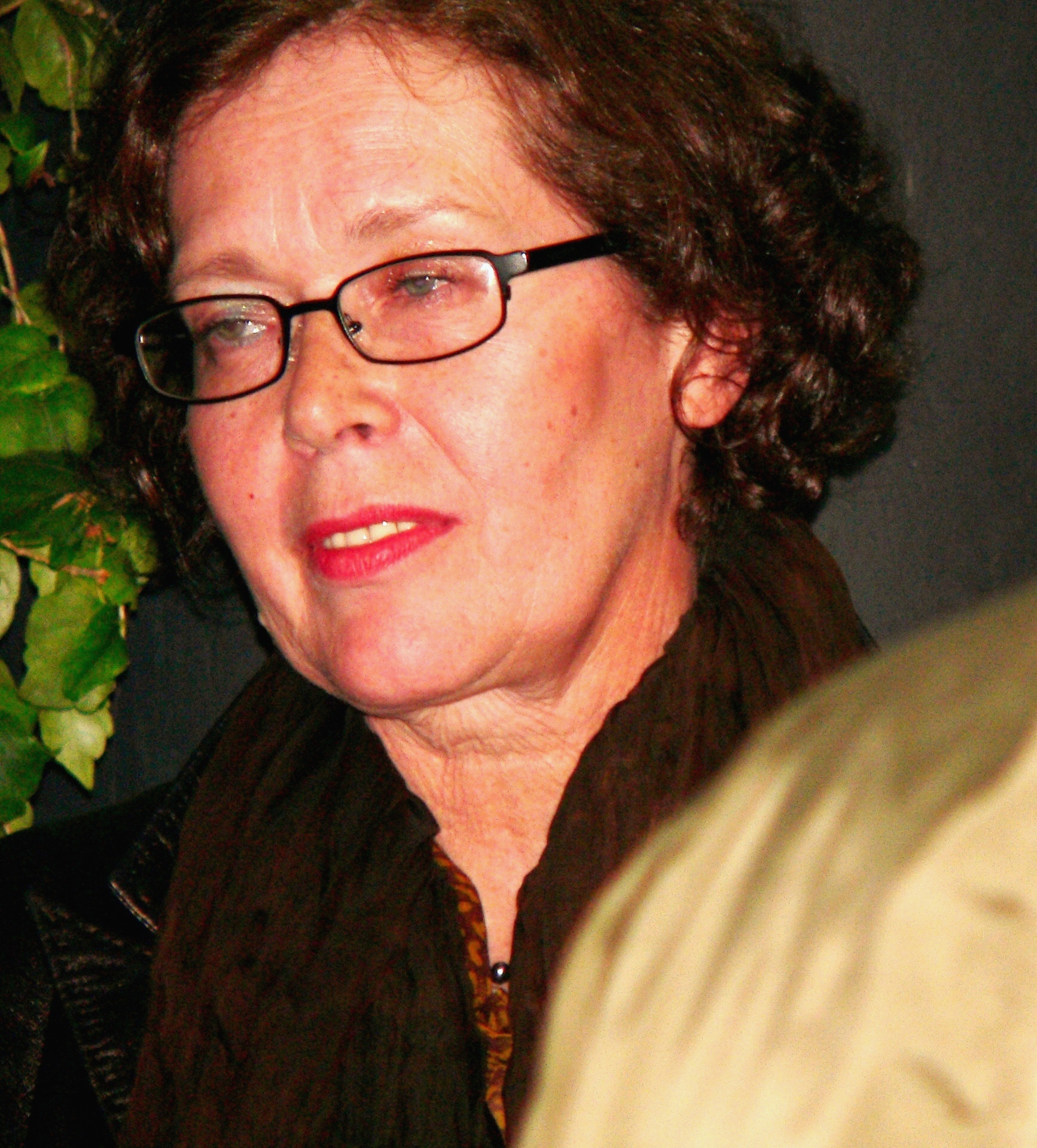
Sylvia Kristel 2007. szeptember 25-én az életéről készült dokumentumfilm párizsi bemutatóján

Az 1980-as évek kevésbé szerencsés időszak volt Sylvia pályáján. Noha néhány filmje kereskedelmileg sikeresnek bizonyult – például az ismét Jaeckinnel forgatott Lady Chatterley szeretője, melyben Nicholas Clay volt a címszereplő –, a művésznő mégis lejtőre került. Mindössze 32 évesen kellett búcsút mondania Emmanuelle szerepének a széria negyedik részében: a stafétát Mia Nygren vette át. Testhezálló szerep volt Sylvia számára a titokzatos táncosnő, a kémkedésért kivégzett Mata Hari figurája, Curtis Harrington Magyarországon forgatott alkotása azonban kínos kudarcnak bizonyult. A Casanova című tévéfilmben világszerte elismert szépségekkel – Faye Dunaway, Ornella Muti, Hanna Schygulla – került össze (a címszerepet Richard Chamberlain alakította).
Hollywoodi tartózkodása alatt a kábítószer rabja lett, és csak akkor tudott leszokni róla, amikor visszatért Európába. Terápia gyanánt egy ideig húga utrechti éttermében pincérnőként dolgozott. Az 1990-es évek elején akkori élettársa javaslatára sikeres alakítása felmelegítésével próbálkozott: ismét Emmanuelle szerepét formálta meg. Az újabb Emmanuelle-filmekben  azonban a tulajdonképpeni erotikus kalandokat a Marcela Walerstein által megformált fiatalabb alteregója élte át. Érdekesség, hogy Sylvia énekelte az új széria címadó melódiáját. A művésznő 2002-ben torokrák, 2004-ben tüdőrák miatt kapott kezelést. Topor et moi címmel 2004-ben egy animációs rövidfilmet rendezett. 2006 szeptemberében, Franciaországban Nue (Meztelenül) címmel önéletrajzi regénye jelent meg. Haláláig Amszterdamban élt.
2005-ben újra diagnosztizálták gége- és tüdőrákkal, 2012 júliusában pedig szélütés miatt került kórházba. 2012. október 17-én hunyt el.

## Filmszerepei
- 1973: Frank en Eva
- 1973: Because of the Cats
- 1973: Naakt over de schutting
- 1974: Emmanuelle
- 1974: Der Liebesschüler
- 1974: Un linceul n’a pas de poches
- 1975: Játék a tűzzel (Le Jeu avec le feu)
- 1975: Emmanuelle 2. (Emmanuelle: L’antivierge)
- 1976: A hűséges asszony (Une femme fidèle)
- 1976: René, a kutya (René la canne)
- 1976: Periféria (La Marge)
- 1977: Alice utolsó szökése (Alice ou la dernière fugue)
- 1977: Goodbye, Emmanuelle!
- 1978: Rejtélyek (Mysteries)
- 1978: Pastorale 1943
- 1979: Vad ágyak (Letti selvaggi)
- 1979: Amore in prima classe
- 1979: Az ötödik muskétás (The Fifth Musketeer)
- 1979: Repülőtér ’79 (The Concorde: Airport ’79)
- 1980: The Nude Bomb
- 1981: A milliókat érő arc (The Million Dollar Face) (tévéfilm)
- 1987: Casanova (tévéfilm)
- 1981: Lady Chatterley szeretője (Lady Chatterley’s Lover)
- 1981: Magánórák (Private Lessons)
- 1983: Private School
- 1984: Emmanuelle 4.
- 1985: A nagy fogadás (The Big Bet)
- 1985: Mata Hari
- 1985: Vörös börtön (Red Heat)
- 1987: The Arrogant
- 1989: Dracula’s Widow
- 1990: In the Shadow of the Sandcastle
- 1990: Perzselő szenvedély (Hot Blood)
- 1992: Seong-ae-ui chimmuk (Silence of the Body)
- 1993: Mindörökké Emmanuelle (Éternelle Emmanuelle)
- 1993: Emmanuelle bosszúja (La revanche d’Emmanuelle)
- 1993: Emmanuelle Velencében (Emmanuelle à Venise)
- 1993: Emmanuelle szerelme (L’amour d’Emmanuelle)
- 1993: Emmanuelle varázsa (Magique Emmanuelle)
- 1993: Emmanuelle illata (Le parfum d’Emmanuelle)
- 1993: Emmanuelle titka (Le secret d’Emmanuelle)
- 1993: Emmanuelle 7. – Virtuális valóság (Emmanuelle au 7ème ciel)
- 1993: Beauty School
- 1994: Onderweg naar morgen (tévésorozat)
- 1996: In the Shadow of the Sandcastle
- 1997: A szexcsapda (Die Sexfalle) (tévéfilm)
- 1997: Gaston háborúja (Gaston’s War)
- 1999: Harry Rents a Room
- 1999: Film 1
- 1999: An Amsterdam Tale
- 2000: Lijmen/Het been
- 2000: Die Unbesiegbaren (tévéfilm)
- 2001: Vergeef me - Cyrus Frisch
- 2001: De Vriendschap
- 2001: Szexi fiúk (Sexy Boys)
- 2002: Bank

## Magyarul megjelent művei
- Meztelenül. A káprázat árnyékában; közrem. Jean Arcelin, ford. Molnár Zsófia; Jaffa, Bp., 2014